# Инхибитор полимеразне ланчане реакције
Инхибитори полимеразне ланчане реакције су фактори који спречавају амплификацију нуклеинских киселина путем полимеразних ланчаних реакција (PCR). PCR инхибиција је најчешћи узрок амплификационог неуспеха кад је довољан број ДНК копија присутан. PCR инхибитори обично утичу на PCR путем интеракције са ДНК или ометањем ДНК полимеразе. Инхибитори могу да избегну уклањање током процедуре ДНК пречишћавања путем директног везивања за једноланчану или дволанчане ДНК. Алтернативно, може доћи до умањења доступности кофактора (као што је Mg2+) или до ометања њихове интеракције са ДНК полимеразе.